# Емеркинген
Емеркинген (њем. Emerkingen) општина је у њемачкој савезној држави Баден-Виртемберг. Једно је од 55 општинских средишта округа Алб-Донау-Крајс. Према процјени из 2010. у општини је живјело 832 становника. Посједује регионалну шифру (AGS) 8425036.

## Географски и демографски подаци
Емеркинген се налази у савезној држави Баден-Виртемберг у округу Алб-Донау-Крајс. Општина се налази на надморској висини од 531 метра. Површина општине износи 7,4 km². У самом мјесту је, према процјени из 2010. године, живјело 832 становника. Просјечна густина становништва износи 112 становника/km².